# (31349) Uria-Monzon
(31349) Uria-Monzon est un astéroïde de la ceinture principale.

## Description
(31349) Uria-Monzon est un astéroïde de la ceinture principale. Il fut découvert le 16 septembre 1998 à Caussols par ODAS. Il présente une orbite caractérisée par un demi-grand axe de 2,17 UA, une excentricité de 0,09 et une inclinaison de 2,8° par rapport à l'écliptique.
Il est nommé d'après la mezzo-soprano Béatrice Uria-Monzon.